# Siétamo
Siétamo è un comune spagnolo di 453 abitanti situato nella comunità autonoma dell'Aragona.